# Tamatoa Tetauira
Tamatoa Tetauira (17 de abril de 1996) es un futbolista francopolinesio. Juega como delantero y su equipo actual es la AS Vénus de la Primera División de Polinesia Francesa.

## Trayectoria
Su primer club fue la AS Dragon de la Primera División de Polinesia Francesa. En su primera temporada disputó un partido de la Liga de Campeones de la OFC 2014, ayudando a su equipo a anotar un gol en la victoria de 0-5 ante el club fiyiano Nadi FC. A pesar de eso, su club no clasificó a la fase final debido a que ya había sido eliminado al perder sus primeros dos juegos.
Más tarde, ya como capitán de la AS Dragon, participó en la Liga de Campeones de la OFC 2018. En su primer partido de fase de grupos, marcó dos de los cuatro goles en el partido con un marcador final de 4-0 contra la AS Lössi de Nueva Caledonia. En su segundo partido, Tetauira asistió el segundo gol para Dragon y, de último momento, ayudó a su club a ganar el encuentro ante el conjunto vanuatuense Erakor Golden Star, anotando un penal en el minuto 92 y marcando un gol en el minuto 95, remontando el resultado de 3-2 para al final dejarlo en 3-4. En el último de partido de fase de grupos, Dragon perdió por 2-1 ante el Solomon Warriors FC. Al final, Tetauira clasificó con su equipo como segundos de grupo. En los cuartos de final, Tamatoa metió un gol de cabeza para empatar el encuentro ante Lautoka FC. SIn embargo, en los últimos minutos, Dragon perdería por 1-2.
Un año después, en julio de 2019, Tetauira fichó con la AS Vénus.

## Selección nacional
Con la selección tahitiana sub-23 disputó los Juegos del Pacífico 2015, colaborando a que el seleccionado consiguiera la medalla de plata luego de perder la final 2-0 ante Nueva Caledonia. Con la selección mayor hizo su debut en una victoria por 4-0 sobre Samoa en la Copa de las Naciones de la OFC 2016.
Como miembro de la selección de fútbol playa de Tahití disputó diversos torneos, incluyendo varias ediciones de la Copa Mundial de Fútbol Playa de FIFA.

## Estadísticas

### Clubes
Actualizado al último partido jugado el 17 de diciembre de 2023.
| AS Dragon | 1.ª           | 2013-14       | ?  | ?  | — | — | 1  | 1  | 1   | 1   |
| AS Dragon | 1.ª           | 2014-15       | ?  | ?  | — | — | —  | —  | ?   | ?   |
| AS Dragon | 1.ª           | 2015-16       | ?  | ?  | — | — | —  | —  | ?   | ?   |
| AS Dragon | 1.ª           | 2016-17       | ?  | ?  | 3 | 3 | —  | —  | 3   | 3   |
| AS Dragon | 1.ª           | 2017-18       | 24 | 35 | ? | ? | 4  | 5  | 28  | 40  |
| AS Dragon | 1.ª           | 2018-19       | 25 | 15 | 1 | 0 | —  | —  | 26  | 15  |
| AS Dragon | 1.ª           | 2023-24       | 5  | 5  |   |   |    |    | 5   | 5   |
| AS Dragon | Total club    | Total club    | 54 | 55 | 4 | 3 | 5  | 6  | 63  | 64  |
| AS Vénus | 1.ª           | 2019-20       | 13 | 10 | — | — | 3  | 3  | 16  | 13  |
| AS Vénus | Total club    | Total club    | 13 | 10 | 0 | 0 | 3  | 3  | 16  | 13  |
| Pirae | 1.a           | 2020-21       |    |    | 3 | 1 |    |    | 3   | 1   |
| Pirae | 1.a           | 2021-22       |    |    |   |   |    |    |     |     |
| Pirae | 1.a           | 2022-23       | 20 | 15 | 1 | 3 | 3  | 4  | 24  | 22  |
| Pirae | Total         | Total         | 20 | 15 | 4 | 4 | 3  | 4  | 27  | 23  |
| Total carrera | Total carrera | Total carrera | 87 | 80 | 8 | 7 | 11 | 13 | 106 | 100 |
| (1) Incluye datos de Copa de Francia (2018-19). (2) Incluye datos de Liga de Campeones de la OFC (2013-14, 2017-18, 2019-20). (3) No incluye goles en partidos amistosos. |               |               |    |    |   |   |    |    |     |     |

## Palmarés

### Campeonatos nacionales
| Título                     | Club      | Sede               | Año     |
| -------------------------- | --------- | ------------------ | ------- |
| Primera División de Tahití | AS Dragon | Polinesia Francesa | 2016-17 |

### Campeonatos internacionales
| Título              | Equipo (*) | Sede           | Año  |
| ------------------- | ---------- | -------------- | ---- |
| Juegos del Pacífico | Tahití     | Puerto Moresby | 2015 |

(*) Incluyendo la selección.